# DFX
 (février 2021).
Si vous disposez d'ouvrages ou d'articles de référence ou si vous connaissez des sites web de qualité traitant du thème abordé ici, merci de compléter l'article en donnant les références utiles à sa vérifiabilité et en les liant à la section « Notes et références ».

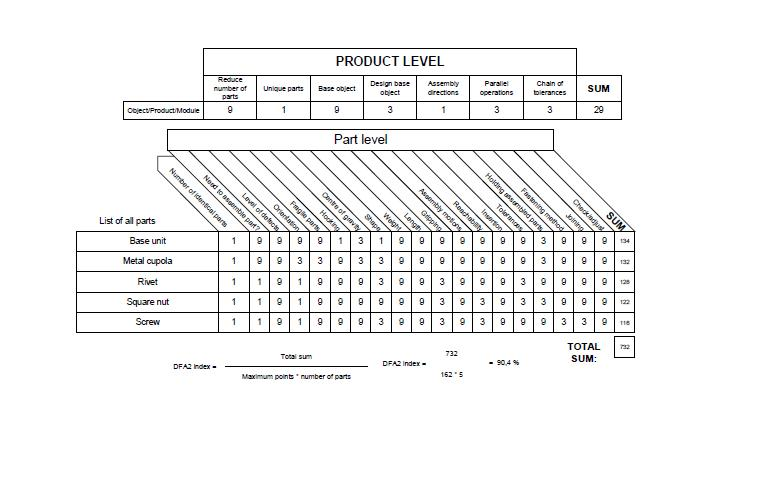
Modèle de règles DFA - Design for Assembly.

Le sigle anglais DFX, formé à partir des initiales de Design For X,, est l'ensemble des règles à observer lors de l'étude, la conception d'un circuit intégré ou d'un système électronique ou encore de tout système afin d'améliorer le terme qui remplacerait la lettre X.
Quelques exemples :
1. DFA Design for Assembly – en français, conception de produits favorisant l’assemblage
2. DFM Design For Manufacturing ou Design For Manufacturability – en français, conception de produits favorisant la fabrication
3. DFMA 1/ Design for Manufacturing (ou Manufacturability) and Assembly[3] – en français, conception de produits favorisant la fabrication et l'assemblage 2/ Design for Maintenance – en français, conception de produits favorisant la maintenance
4. DFP Design For Producibility – en français, conception de produits favorisant la production (producibility : facilité de production)
5. DFP Design For Procurement - en Français consiste à choisir des composants ou des schémas de supply chain visant à faciliter la vie série (fiabilité des fournisseurs, optimisation des lead time)
6. DFR Design for Reliability – en français, conception de produits favorisant la fiabilité
7. DFS Design for Services – en français, conception de produits favorisant les services
8. DFT Design for Testability  – en français, conception favorisant la testabilité (testability : aptitude à se prêter à des tests, testabilité)

Chaque entreprise a ses propres règles de DFX.
Certaines entreprises ont mis ces règles à la disposition du public.